# British Movement

Drapeau du Mouvement britannique.

Le British Movement (BM) (en français : Mouvement Britannique) plus tard appelé le British National Socialist Movement (BNSM (Mouvement national-socialiste britannique), était un parti d'extrême droite néonazi britannique fondé par Colin Jordan en 1968. Il est issu du Mouvement national-socialiste (NSM), fondé en 1962. Il est associé à la violence et l'extrême droite britannique. Fondé en tant que parti politique, il se manifestait davantage comme un groupe de pression et d'activistes. Il a eu des périodes de dormance.

## Création
Le NSM avait pris fin quelque temps après l'emprisonnement de Colin Jordan début 1967 pour avoir distribué un tract raciste, The Colored Invasion (L'Invasion colorée), et après sa libération, Jordan avait rencontré John Tyndall dans la maison de Denis Pirie à propos de la possibilité de rejoindre le National Front. Ces discussions n'aboutirent cependant pas et, avec la loi sur les relations raciales de 1968, passa l'idée d'abandonner ouvertement les pouvoirs des nazis sous le nom d'un parti, ce qui conduisit Jordan à former un nouveau groupe appelé British Movement. Tandis que le nouveau parti avait l'intention de continuer à jouer le rôle d'apologiste nazi et d'appuyer l'antisémitisme de l'ancien groupe, il souhaitait le faire dans les limites imposées par la nouvelle loi.

## Activité politique
Le BM est entré en politique électorale en 1969 lorsque Jordan s’est présenté comme candidat à l’élection partielle de Birmingham Ladywood. La campagne n'a pas tenté de dissimuler le soutien du parti au nazisme et la violence est devenue la marque de fabrique, notamment le soir de l'élection même lorsque les échauffourées lors du compte ont été télévisées à l'échelle nationale. Les 3,5% de votes obtenus par le BM ont été considérés comme un succès par les activistes, estimant qu'il était prouvé que même avec un message nazi, près de 300 personnes étaient disposées à voter pour un candidat anti-immigration.
Le BM a contesté les élections générales au Royaume-Uni en 1970 et en février 1974. Le parti n'a pas attiré beaucoup de soutien lors de ces élections en raison de son ouverture au soutien du nazisme et du fait que l'essentiel du vote d'extrême droite est allé au National Front (NF). Le résultat le plus élevé du groupe est la part de 2,5% que Jordan a capturée à Birmingham Aston en 1970. Néanmoins, les contacts entre BM et NF ne furent pas peu fréquents et, début 1972, John Tyndall rencontra Jordan et discuta de la possibilité que le BM puisse constituer la base d'un nouveau groupe du NF dans les Midlands, un domaine dans lequel BM et sa faiblesse. La proposition fut bientôt abandonnée et fut en grande partie faite uniquement parce que Tyndall cherchait à se constituer une base de pouvoir dans ses tentatives de remplacer John O'Brien en tant que président du NF. Pour sa part, Jordan avait depuis longtemps l'ambition d'unir l'extrême droite britannique divisée et il a personnellement supervisé la production d'un dépliant de BM, Solidarité nationaliste en 1970, dans lequel il a appelé à ce que des désaccords personnels soient écartés en faveur de un front uni.
La course à la direction de Jordan a pris fin en 1975 quand il a été arrêté dans la succursale Tesco de Coventry pour une accusation de vol à l'étalage. Jordan a déclaré que l'événement et le reportage selon lequel il avait volé une paire de culottes de femme était une manœuvre, mais peu après, il a démissionné de son poste de dirigeant du BM pour assumer un rôle consultatif.

## L'après Jordan
Après que Jordan se soit retiré en tant que chef de la BM, Michael McLaughlin, un ancien laitier de Liverpool, en est devenu le chef. McLaughlin, qui était considéré comme un organisateur talentueux mais un leader faible, aurait en grande partie été choisi pour être un peu plus qu'un leader "frontal" pouvant être contrôlé en coulisse par Jordan.
McLaughlin, contrairement à Jordan, ne pensait pas que le BM pourrait attirer un large public et pensait plutôt que son meilleur soutien possible était parmi les jeunes hommes de la classe ouvrière. Les revues de BM, The Phoenix et British Patriot, ont ainsi évolué pour devenir des publications beaucoup plus simplistes et agressives, largement dépouillées du racisme scientifique de Jordan, au profit de notions plus élémentaires. Le BM avait également acquis une certaine publicité en 1976 lorsque la "race martyre" et un militant du parti, Robert Relf, avaient entamé une grève de la faim pour protester contre le projet de loi sur les relations raciales, mais cela n’a pas duré puisque Tyndall a rapidement signé avec Relf. Relf avait attiré l'attention nationale après avoir annoncé que sa maison était "À vendre - à une famille blanche seulement". Pendant ce temps, les idées basiques de McLaughlin ont touché le mouvement croissant des skinheads d'extrême droite et un grand nombre de ces jeunes, dont beaucoup ont été impliqués dans des actes de violence réguliers contre des non-Blancs, ont afflué vers le BM. En effet, en 1980, il était censé compter 4000 membres et 25 succursales. L’idée de recruter des jeunes violents pour former une armée de rue a séduit Martin Webster, qui a tenté de convaincre les membres du BM de quitter le BM mais le BM a perdu seulement une poignée de membres de cette manière devant le dirigeant du NF, John Tyndall, soucieux de présenter une image respectable au NF. Une stratégie clé pour obtenir de la publicité et des membres était d'encourager la violence lors de matches de football et de concerts. Nicky Crane, l'une des personnalités du mouvement skinhead néo-nazi, a rejoint le BM et est devenu organisateur dans le Kent. À ce moment-là, le BM avait effectivement renoncé à la politique dominante au profit de marches provocantes et de la violence, des changements qui séduisaient les plus jeunes désillusionnés par la désintégration du NF.

## Retour de Ray Hill
En 1980, Ray Hill, qui était un membre dirigeant du BM sous Jordan avant d'émigrer en Afrique du Sud, rejoint le groupe et en devient rapidement l'une des personnalités principales, décision prise par le magazine antifasciste Searchlight, pour lequel Hill avait été une taupe. Hill a été nommé chef de secteur dans les Midlands de l'Est, où il a été chargé d’inciter les membres du NF mécontents à se joindre au BM. Peu de temps après, Hill avait ajouté une trentaine de membres à Leicester et avait également noué des relations de travail étroites avec le Parti démocrate britannique dans la ville. Hill réussit également à assurer la publicité du BM de Leicester Mercury après une émeute dans la ville, un fait qui lui valut l'admiration de McLaughlin.

## Fin du BM
Environ la moitié des membres du BM sont partis avec Hill et ont rejoint le Parti national britannique récemment lancé en 1982, un coup dur porté au groupe de McLaughlin. Le parti n'a pas contesté les élections générales de 1983, bien qu'un seul candidat ait tenté de se présenter à Peterborough en tant que candidat du Parti travailliste; il a été interdit par le directeur du scrutin après que plusieurs signatures sur les candidatures ont été jugées invalides. McLaughlin a finalement annoncé la fermeture du BM en septembre 1983 et, dans sa déclaration, a mis en cause le procès intenté par Ray Hill, qui avait sérieusement épuisé les fonds du BM.